# Gertrud Züricher

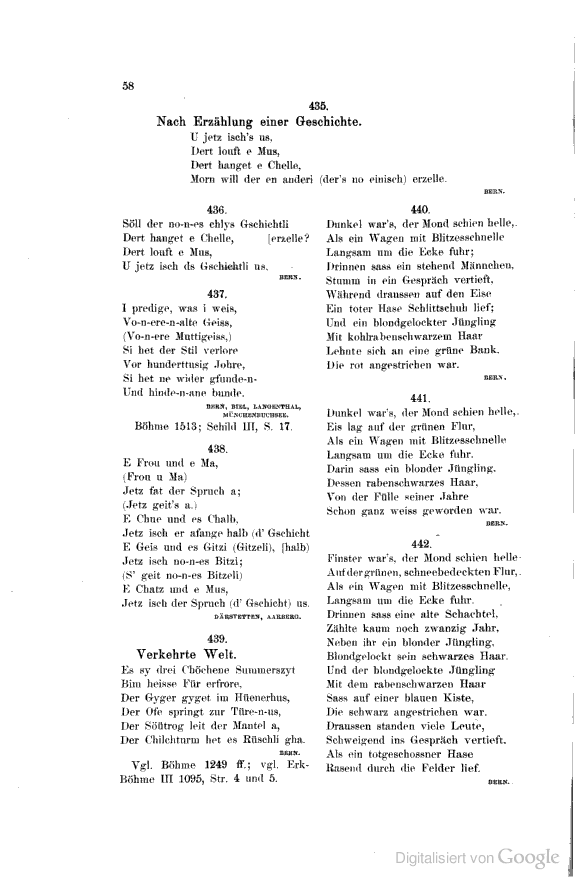
Gertrud Züricher: Seite aus Kinderlied und Kinderspiel im Kanton Bern, 1902

Gertrud Züricher (* 13. Januar 1871 in Bern; † 13. August 1956 ebenda) war eine Schweizer Künstlerin und Volkskundlerin.

## Leben und Werk
Gertrud Züricher war Tochter des Oberrichters und früheren Obersten und Zeitungsredaktors Friedrich Alfred Züricher (1837–1887) und der Bertha, geborene Lohner († 1888). Sie war eine Enkelin des freisinnigen Thuner Staatsmanns und Geschichtsforschers Carl Friedrich Ludwig Lohner. Gertruds Schwester war Bertha Züricher und ihr Bruder Ulrich Wilhelm Züricher.
Gertrud Züricher bildete sich an der Berner Kunstschule zur Sekundarlehrerin und Zeichenlehrerin aus. Von 1896 bis 1926 war sie Lehrerin an der städtischen Mädchenschule in Bern und fertigte 1899 Silhouetten-Postkarten mit stadtbernischen Sujets an.
Neben ihrer beruflichen Tätigkeit widmete sich Züricher botanischen, volkskundlichen und historischen Studien. Sie legte ein umfangreiches Herbarium an und stellte die dialektalen Pflanzennamen zusammen, sammelte Schweizer Kinderreime und befasste sich auf der Grundlage der Forschungen ihres Urgrossvaters Carl Friedrich Ludwig Lohner mit der Geschichte der Stadt Thun sowie ihren Vorfahren mütterlicherseits.
Züricher war Anhängerin der Abstinenzbewegung und Präsidentin der Berner Abstinentensektion des Schweizerischen Lehrerinnenvereins. Ebenso setzte sie sich für die Einführung des Frauenstimmrechts ein.
Ihr Nachlass befindet sich in der Burgerbibliothek Bern und im Archiv des Schweizerischen Idiotikons.

## Publikationen
- [zusammen mit Mathilde Reinhard:] Allerhand Aberglauben aus dem Kanton Bern. Juchli & Beck, Zürich 1904.
- Kinderlied und Kinderspiel im Kanton Bern. Nach mündlicher Überlieferung gesammelt. Helbig & Lichtenhahn, Zürich 1902 (Schriften der Schweiz. Gesellschaft für Volkskunde 2). – Neuauflage unter dem Titel: Kinderlied und Kinderspiel im Kanton Bern. Ein Buch für Mütter, Lehrerinnen und Kindergärtnerinnen. Gute Schriften, Bern 1966.
- Kinderlieder der Deutschen Schweiz. Nach mündlicher Überlieferung gesammelt und hrsg. von Gertrud Züricher. Helbig & Lichtenhahn, Basel 1926 (Schriften der Schweiz. Gesellschaft für Volkskunde 17).
- Bernische Spiele mit Blumen und sonstigen Pflanzenteilen. In: Festgabe für Samuel Singer, überreicht zum 12. Juli 1930. Mohr, Tübingen 1930, S. 29–39.
- Schweizer Lyrik von Albrecht von Haller bis zur Gegenwart. Ausgewählt von Gertrud Züricher. Huber, Frauenfeld 1944.
- Es war einmal. Familienbilder aus einer versunkenen Zeit. Haupt, Bern [1950?].

Herausgeberschaft:
- Carl Friedrich Ludwig Lohner: Aus dem Frauenleben im alten Thun. Baumann, Bern 1933.
- Carl Friedrich Ludwig Lohner: Chronik der Stadt Thun. Haupt, Bern 1935.